# Diplotaxis gorgadensis
Diplotaxis gorgadensis är en korsblommig växtart som beskrevs av Rustan. Diplotaxis gorgadensis ingår i släktet mursenaper, och familjen korsblommiga växter.

## Underarter
Arten delas in i följande underarter:
- D. g. brochmannii
- D. g. gorgadensis